# 마왕의 딸 이리샤
"마왕의 딸 이리샤"는 2019년에 개봉한 애니메이션 영화이다.

## 성우
- 천우희: 이리샤 역
- 심희섭: 개구리 역
- 김일우: 로비 역
- 이영기: 앤드류 역
- 김준배: 마왕 역
- 이가경: 순미 / 꽃요정 / 환자 역
- 김현민
- 박용대
- 송준혁
- 이재진
- 정준영
- 최연호
- 원에스더